# 創庵
有限会社オフィス創庵（そうあん）とは、山口県防府市に本社を置く、葬祭業を中心とした日本の会社。

## 沿革
- 2004年4月 - 有限会社オフィス創庵を設立。
- 2006年6月 - 防府市に葬祭ホール「創庵ファミリーホールほうふ」設立。
- 2009年8月 - 山口市に葬祭ホール「創庵ファミリーハウスやまぐち」設立。
- 2010年8月 - 法事法要専用会場として「創庵離宮」設立。

## 事業一覧
- 自社式場葬・公営斎場葬・自宅葬・寺院葬
- 仏壇・墓石・墓地・ギフト販売
- 法事法要・グリーフケア

## 施設一覧
- 創庵ファミリーホールほうふ(葬儀式場) - 山口県防府市宮市町4-8
- 創庵ファミリーハウスやまぐち(葬儀式場) - 山口県山口市大内御堀3527-3
- 創庵離宮(法事・法要ホール) - 山口県防府市宮市町4-11